# Circuito Feminino Future de Tênis 2 2014
Il Circuito Feminino Future de Tênis 2 2014 è stato un torneo di tennis facente parte della categoria ITF Women's Circuit nell'ambito dell'ITF Women's Circuit 2014. Il torneo si è giocato a Campinas in Brasile dal 3 al 9 marzo 2014 su campi in terra rossa e aveva un montepremi di $25,000.

## Vincitrici

### Singolare
Irina-Camelia Begu ha battuto in finale  Aleksandra Panova con il punteggio di 6–2, 6–4

### Doppio
Ljudmyla Kičenok /  Aleksandra Panova hanno battuto in finale  Laura Thorpe /  Stephanie Vogt con il punteggio di 6–1, 6–3